# 中国人民解放军国防大学联合勤务学院
中国人民解放军国防大学联合勤务学院，位于北京市，隶属中国人民解放军国防大学。

## 沿革
- 1951年，创建中国人民解放军高级后勤学校。
- 1951年，中国人民解放军第七军机关改建为中国人民解放军第一高级步兵学校，隶属西北军区。
- 1952年，中央人民政府人民革命军事委员会总后勤部部长杨立三提出“创办高层次、正规化后勤院校，培养高层次、专业化后勤指挥人才”的办学思路，该思路很快获得中央领导及军委首长认同[1]。
- 1952年5月16日，中央人民政府人民革命军事委员会主席毛泽东签署命令，正式批准创建“中国人民解放军后方勤务学院”，直属中央军委领导。该学院由原高级后勤学校与西北军区第一高级步兵学校迁北京的部分合并组成，与当时的中国人民解放军军事学院、中国人民解放军政治学院并称为“三大学院”[2][3][1]。
- 1953年2月1日，后方勤务学院在北京举行成立暨第一期开学典礼[1][2]，典礼上宣读了训词，训词指出了后勤工作的重要地位，并首次提出了后勤是专门的科学。后方勤务学院第一批教官有解放军干部、进步青年、国民党起义军官、苏联专家。学院按照“两共一专、突出专业”“勤务为主，技术为辅”“以师为重点”这三项原则，开展本科及专科教育，举办短训班及高级速成班。学院科研工作按照“以教学为中心做好各项工作”的要求，确定将教材建设作为学院创建时期的中心任务，6个月编出91本教材。1954年8月，学院抽调人员协同科研部编写《朝鲜战争后勤工作经验汇编》[2]。
- 1953年1月31日，毛泽东主席亲自给后方勤务学院颁发《中央人民政府人民革命军事委员会训词》：“对于现代的军队，组织良好的后方勤务工作具有极其重大的意义。任何轻视后勤工作，以为后勤工作不是重要的专门科学，不需要有系统的学习、不需要精通业务的观点是完全错误的。我们必须学习苏联军队完整的后勤工作建设，研究朝鲜战争中后勤工作的状况和经验，以达到我军后勤工作现代化和正规化的目的。”[1]
- 1955年，学院第一期学员毕业，彭德怀、贺龙、聂荣臻等领导亲自到学院祝贺，参加毕业典礼。1950年代至1960年代，毛泽东、刘少奇、周恩来、朱德、邓小平等党和国家领导人多次接见学院毕业学员及先进工作者[1]。
- 1956年，中国人民解放军后方勤务学院油料中级班分出，参与组建中国人民解放军后勤学校（后为中国人民解放军军事经济学院）。
- 1960年，中国人民解放军后方勤务学院更名为中国人民解放军后勤学院。
- 1961年，中国人民解放军后勤学院营房系、油料系分出，参与组建中国人民解放军后勤工程学院。
- 1962年，中国人民解放军炮兵工程学院军械勤务系并入。
- 1969年9月，学院撤销[2][1]。参与组建中国人民解放军军事政治大学。

- 1977年，中央军委副主席兼总参谋长邓小平在军委座谈会上将军队教育训练提高到重要战略地位，亲自批准恢复因“文化大革命”而停办的军事学院、政治学院、后勤学院三大学院，并要求“把学校办好，让多一点人进学校”[2][1]。
- 1977年11月，中央军委决定恢复中国人民解放军后勤学院，直属中央军委领导，行使大军区级权限[1]。该学院以原中国人民解放军军事政治大学后勤系为基础组建。
- 1985年3月，中央军委常务会议研究决定，在军事学院、政治学院、后勤学院（部分人员）合并的基础上组建中国人民解放军国防大学[4]。1985年10月，中央军委正式批准合并军事学院、政治学院、后勤学院，组建国防大学。同时，确定另组建一所中级后勤指挥学院，仍定名为后勤学院，隶属总后勤部，正兵团级[2][1]。1985年12月撤销后勤学院建制。

- 1986年，建立新的中国人民解放军后勤学院，隶属中国人民解放军总后勤部[1]。
- 1987年12月，后勤学院召开党代表大会，指出办校思想的核心是培养“全面合格”的“指挥勤务人才”[2]。
- 1991年，中共中央总书记、中央军委主席江泽民题词：“办好后勤学院，为建设革命化、现代化、正规化军队努力奋斗！”
- 1992年，全军院校编制体制调整，中国人民解放军后勤学院撤销[1]。
- 1993年初，中央军委决定恢复该学院，并更名为中国人民解放军后勤指挥学院，隶属总后勤部，行使正军级权限[2][1]。
- 1993年6月，复建并更名为中国人民解放军后勤指挥学院。
- 1993年6月，后勤指挥学院党委进一步明确了“三位一体，合力办学”的方向[2]。
- 1993年7月20日，中共中央总书记、中央军委主席江泽民为后勤指挥学院题写院名[1]。
- 1994年，总后勤部确定后勤指挥学院为全军后勤学术研究中心，承担全军后勤学术研究任务，同时明确后勤指挥学院是总后勤部从理论高度指导后勤工作与建设的助手[2]。
- 1995年，后勤指挥学院被确定为“三重”（即根据中央军委决策，在“九五”期间，总部在全军研究生培养单位重点建设一批院校、学科和实验室，进入21世纪后纳入“2110”工程）的重点建设院校，军事后勤学被定为重点建设学科，战术后勤实验室被定为重点建设实验室[2]。
- 1997年5月6日，中共中央总书记、中央军委主席江泽民为后勤指挥学院题词：“办好后勤院校，培养合格人才。”[1]
- 2006年，后勤指挥学院被列入军队“2110工程”整体条件重点建设院校[2]。
- 2011年6月，更名中国人民解放军后勤学院[2]。
- 2016年，在深化国防和军队改革中，由中国人民解放军总后勤部转隶中央军事委员会训练管理部[5]。

- 2017年，在深化国防和军队改革中，后勤学院转隶中国人民解放军国防大学，组建中国人民解放军国防大学联合勤务学院[4][6]。

## 编制
- 联合后勤保障系
- 联合勤务管理系
- 军队审计系

## 历任领导

### 中国人民解放军后勤学院
| 院长 - 李聚奎（1952年6月22日—1954年） - 邱会作 中将（1954年—1962年） - 张池明 中将（1962年—1964年，总后勤部副部长兼） - 张天云 中将（1964年—1965年，总后勤部副部长兼） - 戴金川（1965年—1968年9月） - 陈漫远（1977年12月—1981年3月） - 杨秀山（1981年3月—1984年5月） - 徐芳春（1984年5月—1985年11月） - 李伦 中将（1986年—1989年6月） - 杨发勋 中将（1989年6月—1992年） - 徐根初 少将（1993年7月—1999年11月） - 马书铭 少将（1999年—2004年） - 江杰生 少将（2004年—2008年） - 王新力 少将（2008年—2014年） - 李士生 少将（2014年—2015年） - 郭春富 少将（2015年—2015年） - 谢维宽 少将（2015年—2017年） | 政治委员 - 彭嘉庆 中将（1960年—1966年5月，总后勤部副政治委员兼） - 阎捷三（1966年5月—1969年） - 李聚奎（1977年12月—1981年3月） - 曹思明（1981年3月21日—1985年11月） - 许胜 少将（1989年1月—1990年4月） - 张超 少将（1990年6月—1992年） - 李之云 少将（1996年1月—1999年） - 孙建国 少将（1999年—2004年） - 张世全 少将（2004年—2008年） - 田秉仁 少将（2008年6月—2010年12月） - 何振喜 少将（2010年12月—2017年） |

### 国防大学教研部
军事后勤与军事科技装备教研部主任
1. 余高达 少将（2004年6月—？）[21]
2. 黄成林 少将（2009年—？）[22][23]
3. 卢利华 少将（2014年—2017年）[24]

### 国防大学联合勤务学院
| 院长 - 李瑞兴 少将（2017年7月—） | 政治委员 - 徐贵忠 少将（2017年7月—） |

## 中国人民解放军军事后勤陈列馆
学院内建有中国人民解放军军事后勤陈列馆，收藏中国军事后勤史料及文物。该馆含后勤历史馆和后勤装备馆，其中后勤装备馆是全军最大的后勤装备陈列馆。